# Automolus melanopezus
El ticotico pardo (Automolus melanopezus), también denominado hoja-rasquero de lomo pardo (en Perú), rascahojas lomipardo (en Ecuador), hojarasquero rojizo (en Colombia) o trepamusgo pardo, es una especie de ave paseriforme de la familia Furnariidae, perteneciente al género Automolus. Es nativa de la cuenca amazónica occidental de América del Sur.

## Distribución y hábitat
Se distribuye en dos regiones disjuntas de la cuenca amazónica occidental; una en el sureste de Colombia (oeste de Putumayo), este de Ecuador y  norte de Perú (Amazonas, norte de Loreto); y la otra en el sureste de Perú (sur de Ucayali, Cuzco, Madre de Dios),oeste de Brasil (suroeste de Amazonas, Acre, norte de Rondônia) y norte de Bolivia (oeste de Pando).
Esta especie es considerada poco común y local en su hábitat natural, el sotobosque de selvas húmedas, generalmente cerca de cursos de agua o lugares pantanosos, principalmente entre los 300 y 600 m de altitud.

## Sistemática

### Descripción original
La especie A. melanopezus fue descrita por primera vez por el zoólogo británico Philip Lutley Sclater en 1858 bajo el nombre científico Anabates melanopezus; su localidad tipo es: «Río Napo, Ecuador».

### Etimología
El nombre genérico masculino «Automolus» deriva del griego «αυτομολο automolos»: desertor; y el nombre de la especie «melanopezus», se compone de las palabras del griego «μελας melas, μελανος melanos»: negro y «πεζα peza»: pie; significando «de patas negras».

### Taxonomía
Los estudios genéticos recientes indican que esta especie es hermana de Automolus rufipileatus. A pesar de la evidente separación geográfica entre las poblaciones del norte y del sur, no hay diferencias fenotípicas aparentes entre ambas. Es monotípica.